# 福山正和
福山 正和（ふくやま まさかず、1975年7月24日 - ）は、日本のプロスノーボーダー、ファッションモデル。ファッションブランド・ディレクター。
奈良県出身。ビーナチュラル、NIKE所属。

## 人物・略歴
スノーボーダーとしては1999年に全日本選手権で優勝しプロに昇格。2001年2月のX-TRAIL JAMでは日本人予選1位で決勝進出を果たす。またMEN'S NON-NOなどの人気ファッション雑誌でモデルとしても活躍。ファッションブランドMan of Moods（MofM）を設立しプロデュースしている。

## 仕事歴

### 雑誌
- MEN'S NON-NO
- POPEYE
- ホットドッグ・プレス
- smart